# ردستون
ردستون (به انگلیسی: Radstone) یک روستا و محله مدنی در بریتانیا است که در South Northamptonshire واقع شده‌است. ردستون ۵۴ نفر جمعیت دارد.